# Jeff Beer
Josef „Jeff“ Beer (* 19. April 1952 in Mitterteich, Oberpfalz) ist ein deutscher zeitgenössischer Künstler. Beer wirkt als Komponist und Musiker ebenso wie als Maler und Grafiker, Fotograf und bildender Künstler. Einen Schwerpunkt seiner Arbeit bilden Skulpturen aus Eisen.

## Leben
Jeff (Josef) Beer wuchs in einer Handwerkerfamilie in der Oberpfalz auf. Er entdeckte schon früh das Malen und Zeichnen für sich, bekam in jungen Jahren Klavierunterricht und absolvierte eine Kfz-Mechaniker-Lehre. Mit seiner Hammondorgel erwarb er sich in Regensburg zusammen mit dem Bassist Bernhard Mrohs erste musikalische Erfolge, bevor er an der Hochschule für Musik Würzburg sein Studium in den Fächern Komposition, Perkussion und Klavier begann. Mit der Rockband Odin tourte er durch Deutschland und machte erste Plattenaufnahmen.
Nach Staatsexamen und Meisterklassendiplom verbrachte er als Stipendiat längere Zeit in Paris und New York. Hier liegen auch die Anfänge seiner bildhauerischen Tätigkeit, die er alsbald intensiv pflegte. Mit seinen Eisenplastiken gewann er seit Mitte der 1980er-Jahre zunehmend internationale Beachtung. Daneben schreibt er Musik für die unterschiedlichsten Besetzungen, die mit zahlreichen Preisen bedacht wurde und betätigt sich erfolgreich als Grafiker und Fotograf. Jeff Beer lebt und arbeitet in Gumpen, einem Ortsteil von Falkenberg. Seine Tochter Raphaela ist als Musikerin unter dem Pseudonym „Phela“ bekannt.

## Werk
„So mancher findet erst über den freiberuflichen Musiker und Komponisten Jeff Beer zu dessen bildnerischem Werk, ohne zu wissen, daß für ihn die zeichnerische und malerische Auseinandersetzung von früh an ein primäres Bedürfnis darstellte, erst Horizonte in Richtung Kunst eröffnete und schließlich parallel zur Musik immer mehr Gewicht und Gültigkeit erhielt. […] Beide Bereiche sind bei ihm auf das engste miteinander verbunden, befruchten sich gegenseitig unter gleichzeitiger Wahrung der spezifischen Eigengesetzlichkeiten und Nutzung aller nur möglichen Freiheiten.“

## Preise und Auszeichnungen
Jeff Beer wurden diverse Preise, Auszeichnungen und Stipendien verliehen, unter anderem:
- 1. Preis des Deutschen Musikwettbewerbs 1977 (Schlagzeug)
- 1. Preis des Deutschen Hochschulwettbewerbs
- Doppelstipendiat der Studienstiftung des deutschen Volkes
- Stipendium der Oskar und Vera von Ritter-Stiftung
- Spezialpreis des Internationalen Wettbewerbs zur Interpretation zeitgenössischer Musik von Radio France/Paris
- Stipendium an der Cité Internationale des Arts Paris
- Bayerischer Staatspreis für Musik und Bildende Kunst
- Preis der Deutschen Phonoakademie
- Kompositionspreis der Musikalischen Akademie Würzburg
- Kunst- und Kulturpreis des Landkreises Tirschenreuth
- Nordgaupreis des Oberpfälzer Kulturbundes 2000
- Förderpreis 2003 der Joe und Xaver Fuhr-Stiftung
- Kulturpreis des Bezirks Oberpfalz 2004 für Bildhauerei